# Серёгин, Сергей Михайлович
Сергей Михайлович Серёгин (род. 1 августа 1975) — российский самбист и дзюдоист, чемпион России и мира по боевому самбо, призёр чемпионатов России по дзюдо, чемпион мира среди студентов, мастер спорта России международного класса. В 2015 году готовил сборную Испании по самбо к домашнему Кубку Европы.

## Спортивные результаты
- Чемпионат России по дзюдо 1998 — ;
- Чемпионат России по дзюдо 2001 — ;
- Чемпионат России по боевому самбо 2004 — ;